# Diaphanophyllum flexicaule
Diaphanophyllum flexicaule là một loài rêu trong họ Ditrichaceae. Loài này được Schwägr. Lindb. mô tả khoa học đầu tiên năm 1863.